# Самміт (Міссісіпі)
Самміт (англ. Summit) — місто (англ. town) в США, в окрузі Пайк штату Міссісіпі. Населення — 1505 осіб (2020).

## Географія
Самміт розташований за координатами 31°16′51″ пн. ш. 90°28′4″ зх. д. / 31.28083° пн. ш. 90.46778° зх. д. (31.280727, -90.467723).  За даними Бюро перепису населення США в 2010 році місто мало площу 5,98 км², з яких 5,86 км² — суходіл та 0,12 км² — водойми.

## Демографія
Згідно з переписом 2010 року, у місті мешкало 1705 осіб у 682 домогосподарствах у складі 443 родин. Густота населення становила 285 осіб/км².  Було 790 помешкань (132/км²).
Расовий склад населення:
| - 75,4 % — чорних або афроамериканців - 23,9 % — білих - 0,1 % — азіатів |

До двох чи більше рас належало 0,6 %. Частка іспаномовних становила 1,8 % від усіх жителів.
За віковим діапазоном населення розподілялося таким чином: 28,4 % — особи молодші 18 років, 56,7 % — особи у віці 18—64 років, 14,9 % — особи у віці 65 років та старші. Медіана віку мешканця становила 35,7 року. На 100 осіб жіночої статі у місті припадало 85,7 чоловіків;  на 100 жінок у віці від 18 років та старших — 80,2 чоловіків також старших 18 років.
Середній дохід на одне домашнє господарство  становив 36 264 долари США (медіана — 24 417), а середній дохід на одну сім'ю — 38 972 долари (медіана — 27 250). Медіана доходів становила 32 050 доларів для чоловіків та 26 818 доларів для жінок. За межею бідності перебувало 47,6 % осіб, у тому числі 58,0 % дітей у віці до 18 років та 23,8 % осіб у віці 65 років та старших.
Цивільне працевлаштоване населення становило 654 особи. Основні галузі зайнятості: освіта, охорона здоров'я та соціальна допомога — 28,9 %, роздрібна торгівля — 15,4 %, виробництво — 13,3 %.